# Wright Meridian
Wright Meridian — одноэтажный автобус, выпускаемый производителем автобусов из Северной Ирландии Wrightbus с 2007 по 2009 год.

## История
Впервые автобус Wright Meridian был представлен в октябре 2007 года. Представляет собой низкопольный вариант Wright Eclipse, произведённый на шасси MAN A22. Производство завершилось в 2009 году.